# Mario Titi
Mario Titi (Frascati, 1921 – 1982) è stato un pittore italiano.

## Biografia
Mario Titi è un pittore presente nella scena artistica romana e dei Castelli Romani nel Novecento, con opere sparse per chiese e musei del Lazio, e presso collezioni private in tutto il mondo. L'artista frequentò da giovane l'Accademia di Belle Arti di Roma, aderendo al movimento futurista. Allievo di Tato e poi di Pippo Rizzo.
Nelle personali vernissage di Roma, Napoli e Frascati espose per la prima volta opere con una nuova tecnica, "La Colata" divenendone un caposcuola.
Proseguì con le personali di Parigi, New York, Monaco, Milano e Madrid ed in altre città del mondo. Negli anni '70 produce le 120 colate ispirate ai canti della Divina Commedia.

## Galleria d'immagini

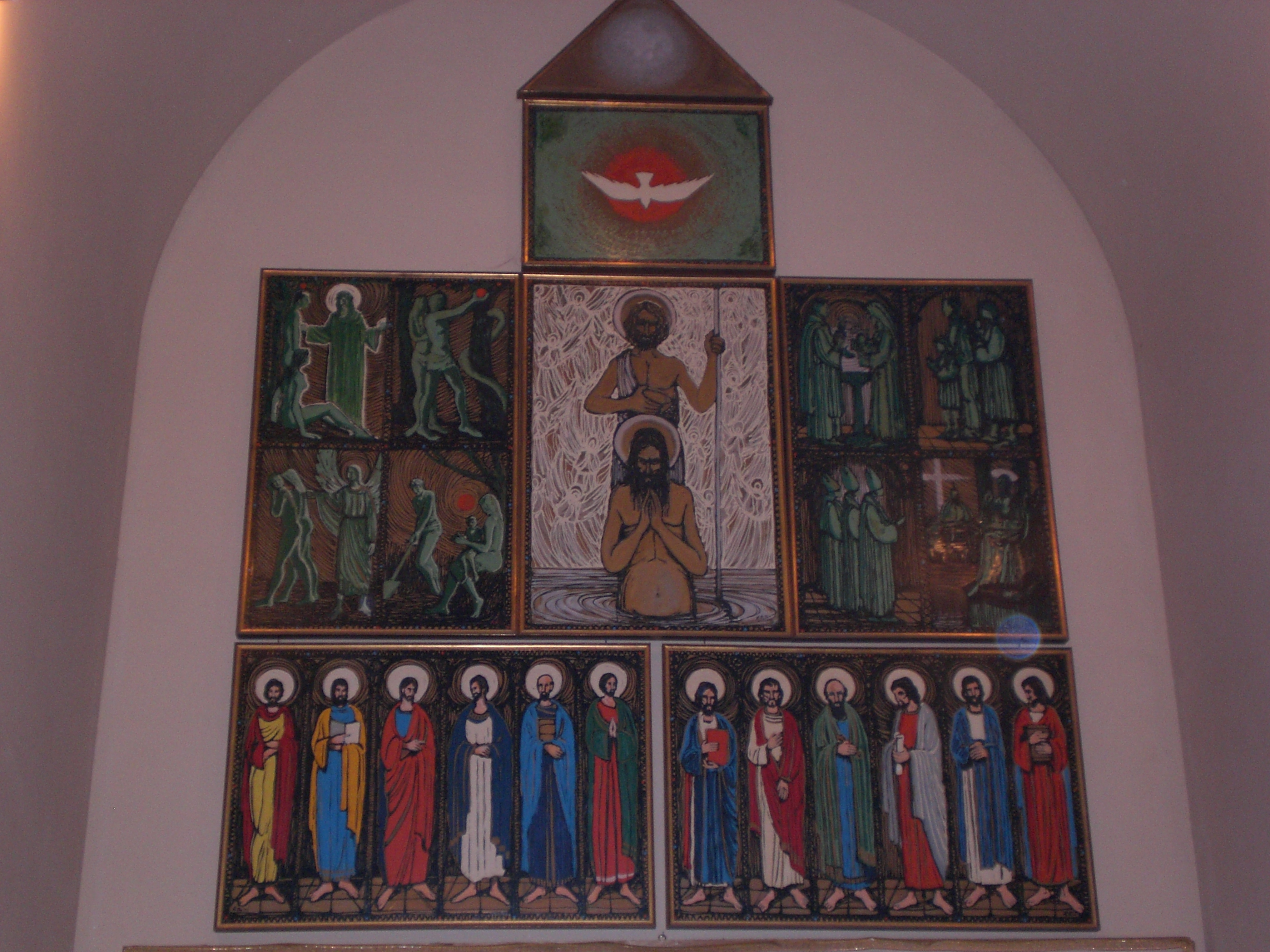
Pala di Mario Titi in Frascati - Chiesa Capocroce
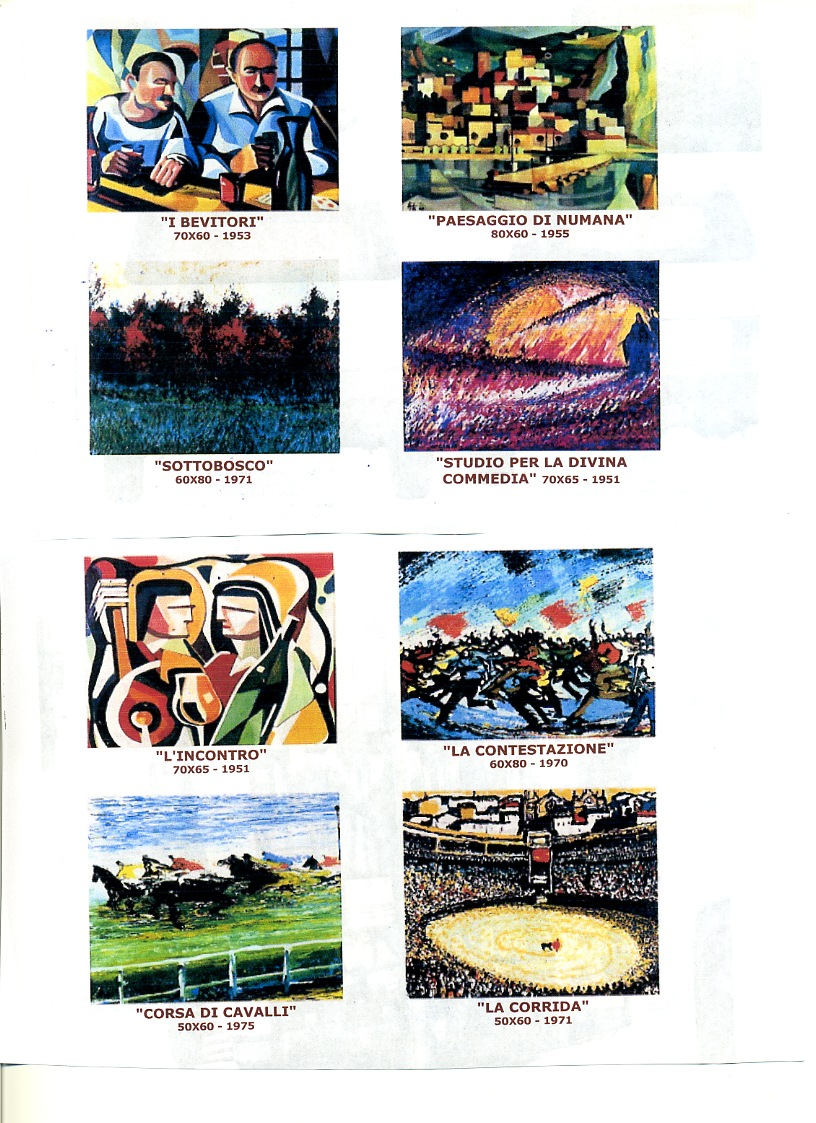
Alcune opere di Mario Titi